# 阿努 (默尔特-摩泽尔省)
阿努（法語：Anoux，法語發音：[anu]）是法国默尔特-摩泽尔省的一个市镇，属于布里埃区。

## 地理
阿努（49°16'31"N, 5°52'7"E）面积9.88 平方千米，位于法国大東部大區默尔特-摩泽尔省，该省份为法国东北部内陆省份，是洛林的一部分，北邻比利时、卢森堡，北起顺时针与摩泽尔省、下莱茵省、孚日省和默兹省接壤。
与阿努接壤的市镇（或旧市镇、城区）包括：弗莱维尔-利克西耶尔、朗泰方丹、迈里-曼维尔、诺鲁瓦勒塞克、蒂克尼约、瓦勒德布里埃。

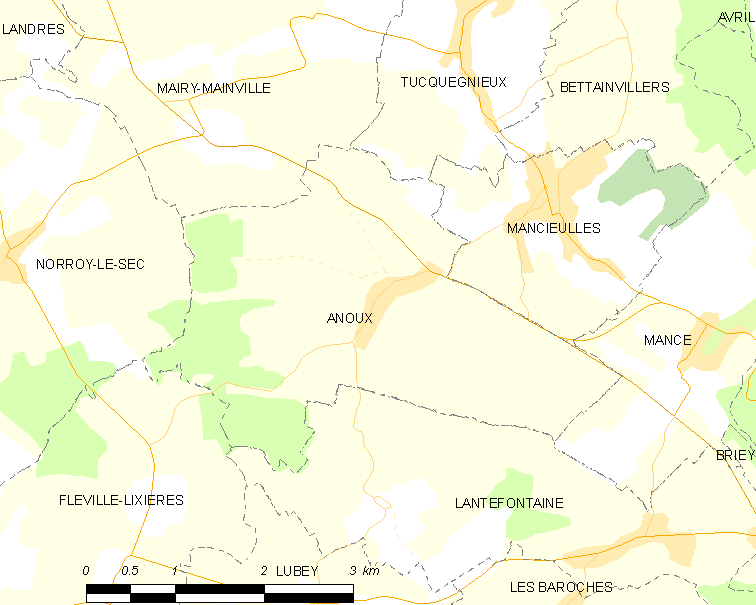
的OSM定位图

阿努的时区为UTC+01:00、UTC+02:00（夏令时）。

## 行政
阿努的邮政编码为54150，INSEE市镇编码为54018。

## 政治
阿努所属的省级选区为布里埃地区县。

## 人口

1962-2008年间人口变化图示

阿努于2022年1月1日时的人口数量为271人。